# Theridiosomatidae
Famille
Les Theridiosomatidae sont une famille d'araignées aranéomorphes.

## Distribution

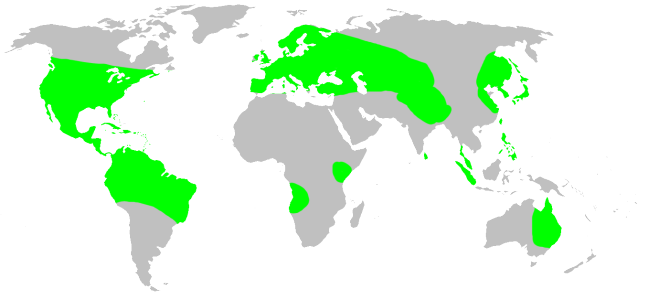
Distribution

Les espèces de cette famille se rencontrent en Amérique, en Eurasie, en Afrique et en Océanie.

## Description

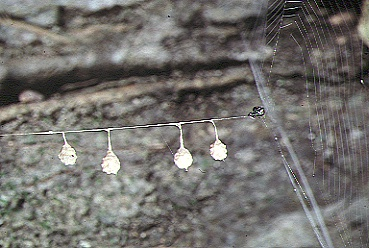
toile

Ces araignées sont reconnaissables à leurs toiles de forme conique.  
Sur le plan anatomique, elles se singularisent par leurs glandes labiosternales,, situées dans le prosoma, au-dessous du cerveau et s'ouvrant à l'extérieur par deux pores.  

## Biologie

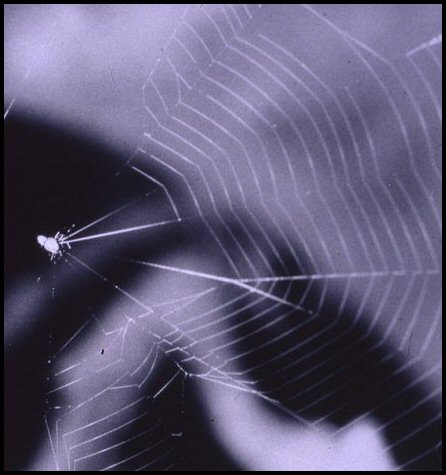
Fig.1 - Naatlo splendida maintenant sa toile orbiculaire sous tension (forêt du Rorota, Guyane française).

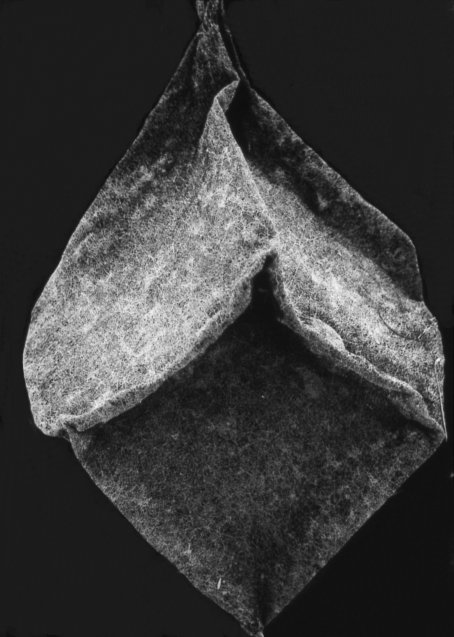
Fig.2 - Cocon cubique de Plato juberthiei (Guyane française). Microscopie électronique à balayage.

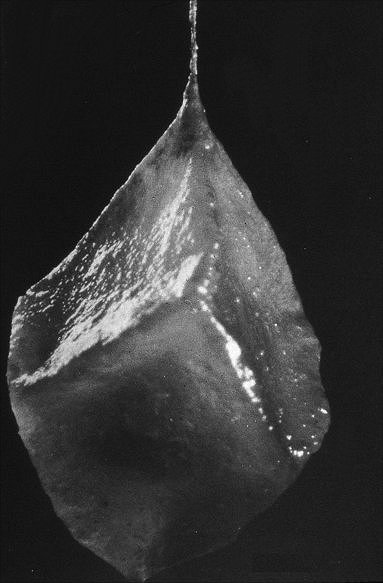
Fig.3 - Cocon cubique de Wendilgarda Microscopie électronique à balayage.

Les Theridiosomatidae vivent surtout dans des lieux sombres et humides (sous-bois, rives des cours d'eau, falaises, grottes). Elles y construisent des toiles dont l'aspect varie selon les genres : orbiculaires modifiées, sans moyeu et à "rayons" (Theridiosoma, Naatlo) ou réduites seulement à quelques fils (Wendilgarda, Theridiosoma et Naatlo) (Fig.1) tiennent sous tension leur toile géométrique avec les pattes et l'étirent ainsi  en un cône formant  piège "à ressort" ou "à détente" ("spring trap" des auteurs de langue anglaise). Elles le relâchent brusquement pour mieux engluer les proies qui parviennent à son contact. 
Les cocons ovigères des Theridiosomatidae peuvent présenter une forme cubique très curieuse, apparemment unique dans l'ordre des Araneides  (Fig.2 & 3) et,  par ailleurs, d'un modèle géométrique rarissime dans le monde animal.
Certaines espèces des genres Wendilgarda et Plato sont hypogées et vivent dans des grottes tropicales, notamment en   Guadeloupe (Wendilgarda mustelina arnouxi) et en Guyane (Plato juberthiei où elles ont été découvertes dans le cadre de recherches biospéologiques.

## Paléontologie
Cette famille est connue depuis le Crétacé.

## Liste des genres
Selon World Spider Catalog (version 25.0, 08/02/2024) :
- Andasta Simon, 1895
- Baalzebub Coddington, 1986
- Bharatasoma Marusik, 2023
- Chthonopes Wunderlich, 2011
- Chthonos Coddington, 1986
- Coddingtonia Miller, Griswold & Yin, 2009
- Cuacuba Prete, Cizauskas & Brescovit, 2018
- Epeirotypus O. Pickard-Cambridge, 1894
- Epilineutes Coddington, 1986
- Karstia Chen, 2010
- Menglunia Zhao & Li, 2012
- Naatlo Coddington, 1986
- Ogulnius O. Pickard-Cambridge, 1882
- Parogulnius Archer, 1953
- Plato Coddington, 1986
- Sennin Suzuki, Hiramatsu & Tatsuta, 2022
- Simonia Yu & Lin, 2023
- Sinoalaria Zhao & Li, 2014
- Tagalogonia Labarque & Griswold, 2014
- Theridiosoma O. Pickard-Cambridge, 1879
- Wendilgarda Keyserling, 1886
- Zoma Saaristo, 1996

Selon World Spider Catalog (version 23.5, 2023) :
- † Eocoddingtonia Selden, 2010
- † Eoepeirotypus Wunderlich, 2004
- † Eotheridiosoma Wunderlich, 2004
- † Palaeoepeirotypus Wunderlich, 1988
- † Spinitheridiosoma Wunderlich, 2004
- † Umerosoma Wunderlich, 2004

## Systématique et taxinomie
Cette famille a été décrite par Simon en 1881 comme une tribu des Theridiidae. Elle est élevée au rang de famille par Levi et Levi en 1962.
Cette famille rassemble 147 espèces dans 22 genres actuels.

## Publication originale
- Simon, 1881 : Les arachnides de France. Paris, vol. 5, p. 1-180 (texte intégral).